# Rötelpelikan

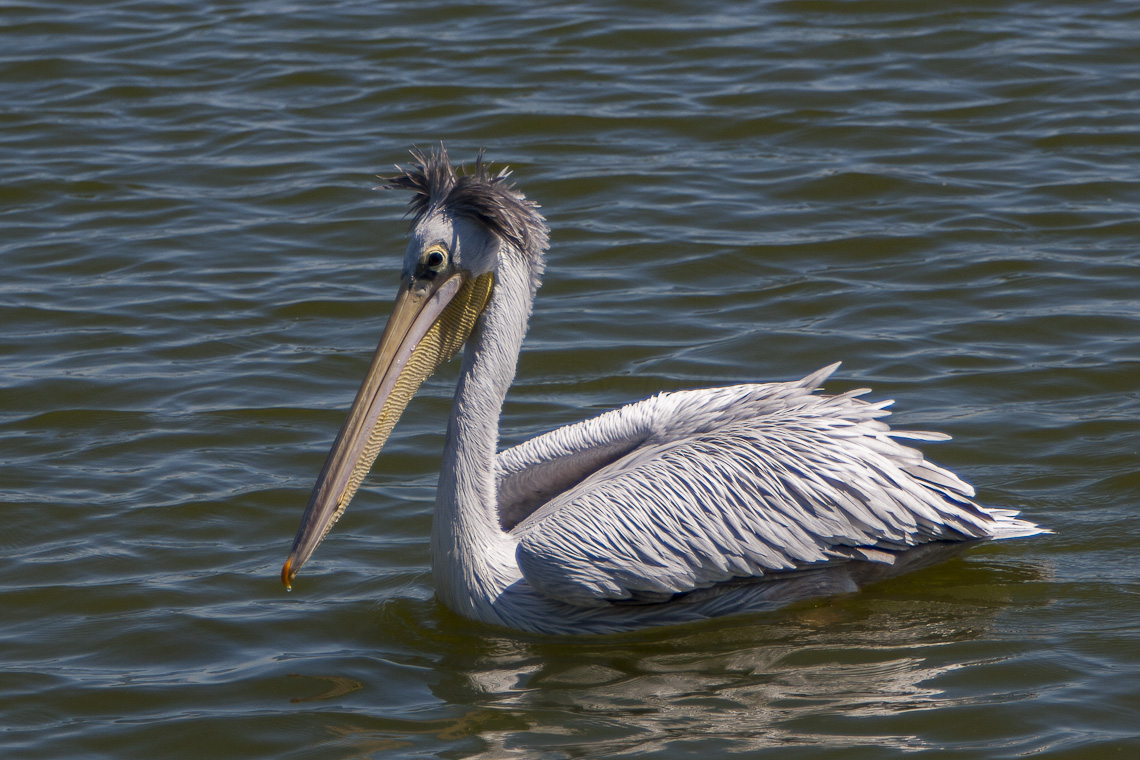
Adulter Rötelpelikan zur Brutzeit

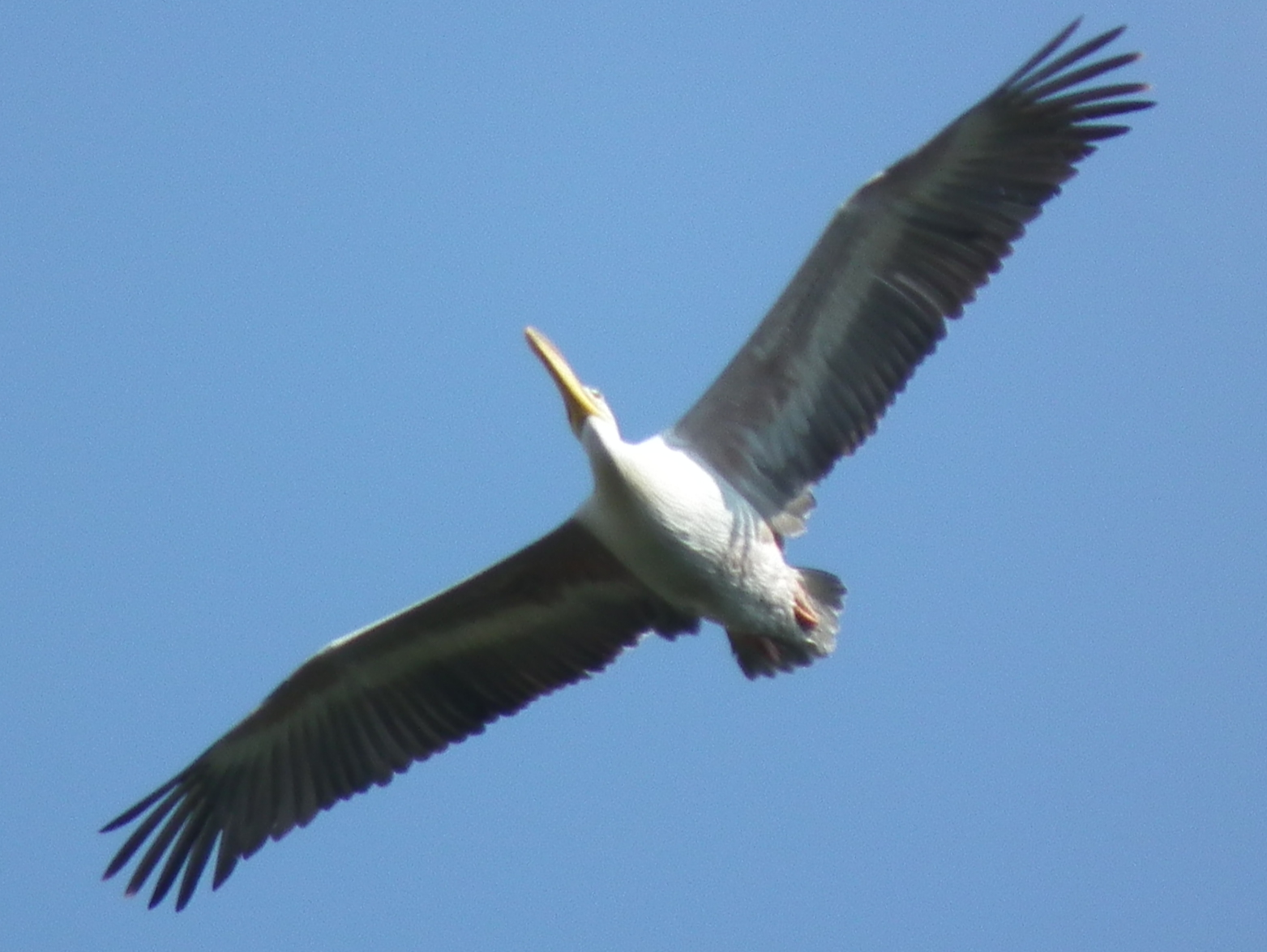
Flugbild des Rötelpelikans

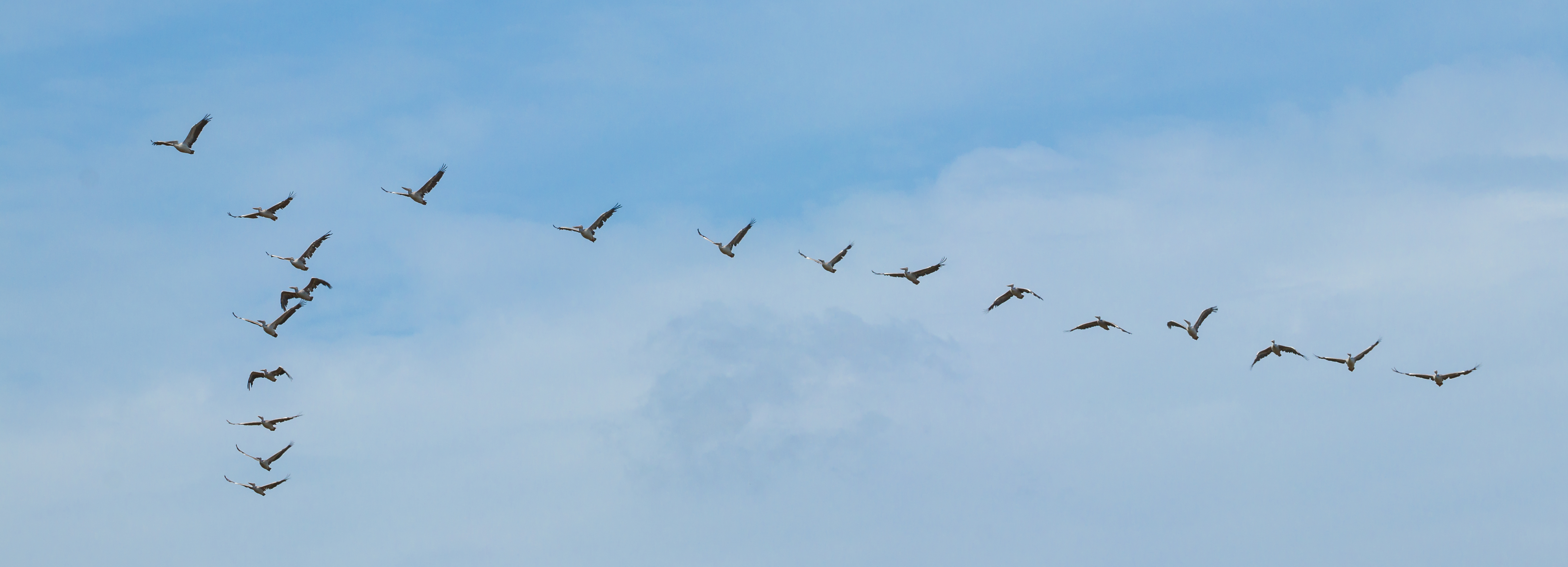
Flug in Formation

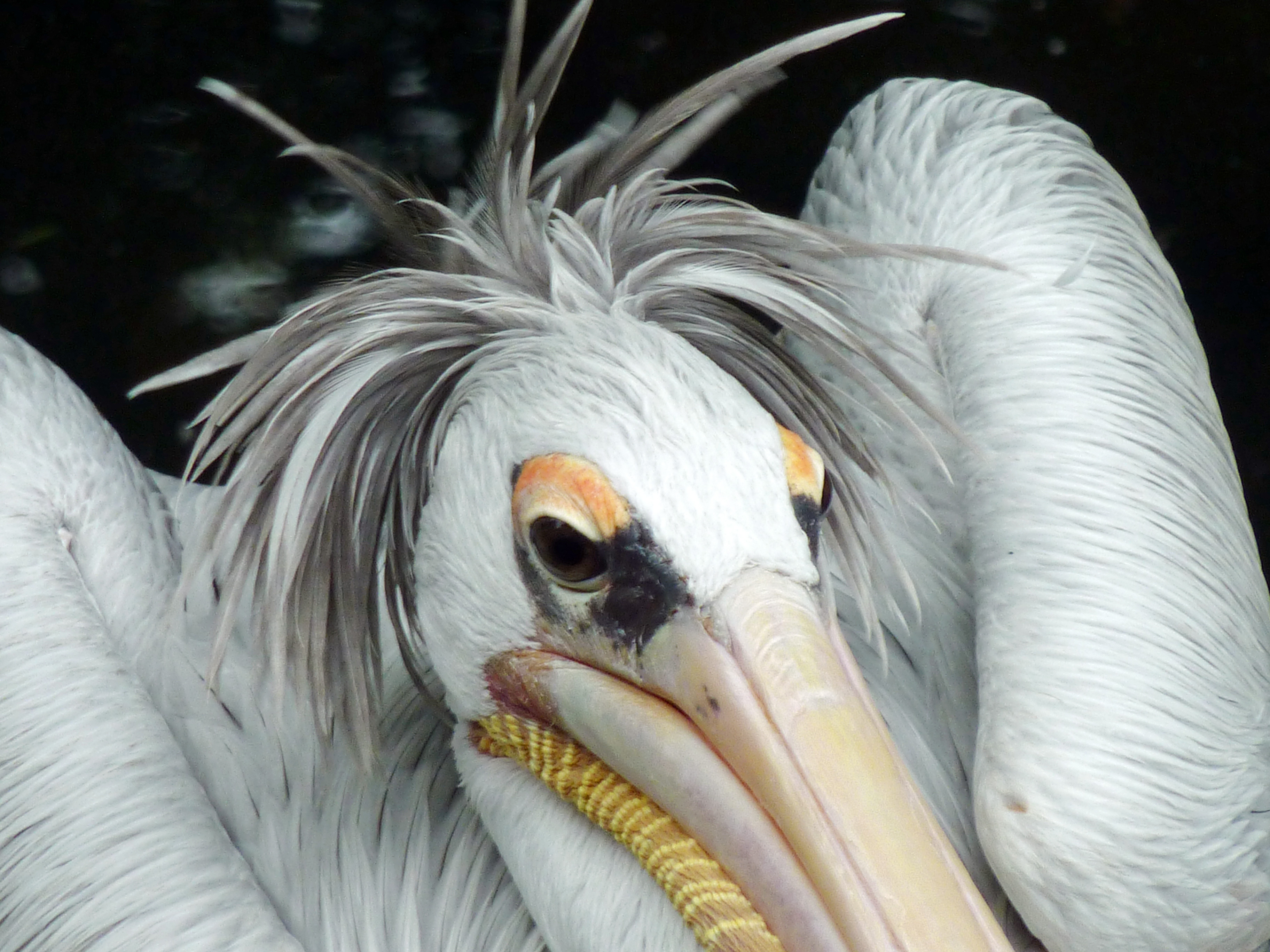
Augenpartie und Schopf im Brutkleid

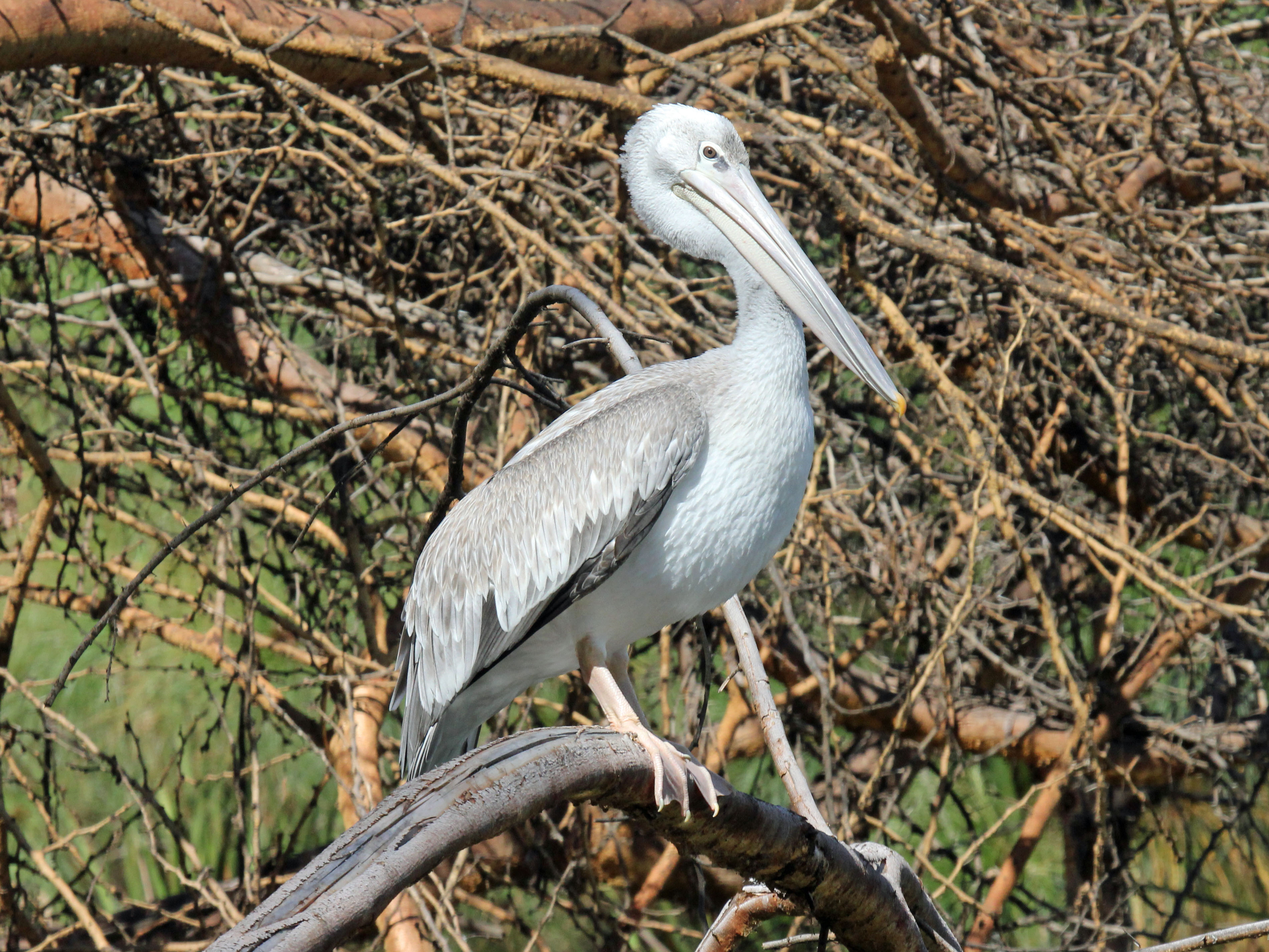
Adulter Rötelpelikan außerhalb der Brutzeit

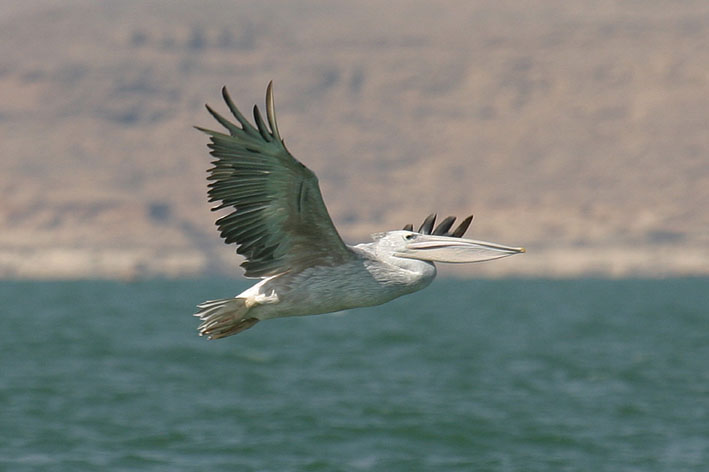
Rötelpelikan am Nasserstausee. Als seltener Gastvogel taucht die Art auch bisweilen in Nordägypten und Israel auf und seit den 1980er Jahren gibt es auch vermehrt Irrgäste in Europa.

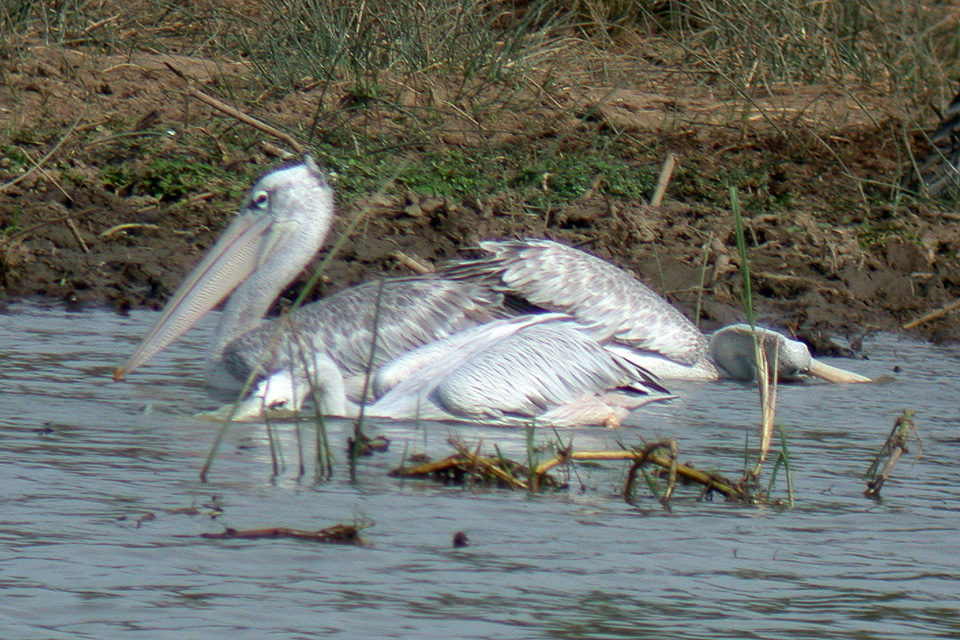
Im Unterschied zum Rosapelikan fischt der Rötelpelikan nicht gemeinschaftlich in Gruppen, sondern eher für sich. Auch an kleineren Gewässern oder Altarmen ist er daher bisweilen bei der Nahrungssuche anzutreffen.

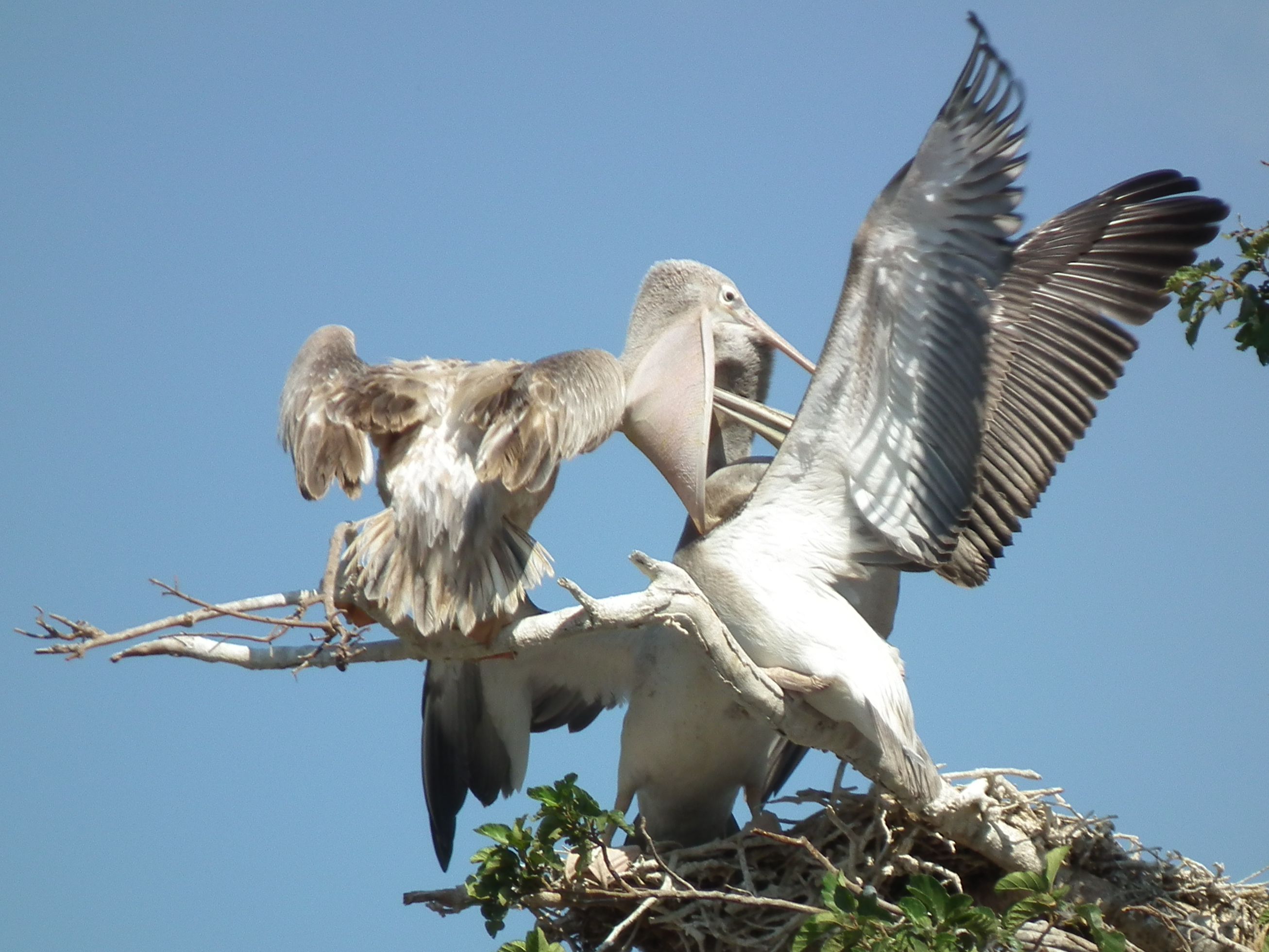
Der Rötelpelikan ist im Unterschied zu den großen Pelikanarten kein Bodenbrüter, sondern nistet in Bäumen.

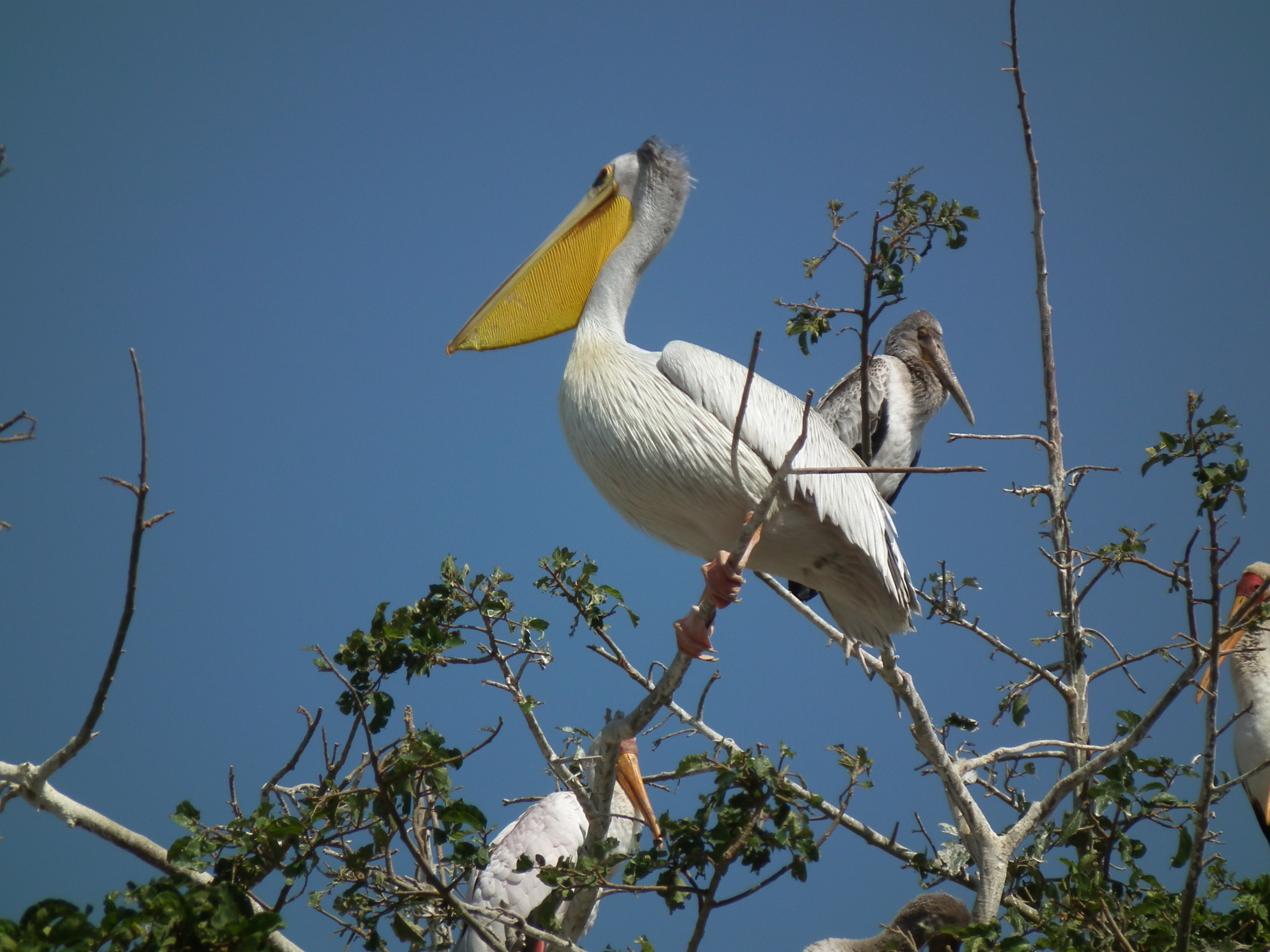
Rötelpelikane brüten in eher kleinen Kolonien von 20 bis 500 Paaren.

Der Rötelpelikan (Pelecanus rufescens) ist eine Vogelart aus der Familie der Pelikane und die kleinste Pelikanart der Alten Welt. Seine Verbreitung reicht über das tropische und subtropische Afrika bis ins südliche Ägypten und an den Westrand der Arabischen Halbinsel. Im Unterschied zu den beiden großen Pelikanarten Rosa- und Krauskopfpelikan brütet er nicht am Boden, sondern auf Bäumen. Die Kolonien sind mit 20 bis 500 Paaren meist deutlich kleiner.

## Beschreibung
Der Rötelpelikan ist mit 125 bis 132 cm Körperlänge und einer Flügelspannweite zwischen 216 und 290 cm die kleinste Pelikanart der Alten Welt. Die Schnabellänge beträgt 29 bis 38 cm. Die Geschlechter unterscheiden sich nicht im Aussehen. Weibchen sind aber deutlich kleiner.
Eine schmale Hautpartie um das Auge ist unbefiedert und bei adulten Vögeln im Brutkleid über dem Auge gelborange bis orangerosa, im unteren Teil eher hellgelb. Das Auge ist nach hinten mit einem schmalen Streifen und vorne am Zügel breiter von dunkel schiefergrauer Haut eingefasst. Die Partie über dem Auge kann auch weißlich und komplett dunkel eingefasst sein. Außerhalb der Brutzeit ist die nackte Haut um das Auge weißlich und die dunklen Felder sind blasser oder auf einen kleinen Fleck vor dem Auge reduziert. Die Iris ist sehr dunkel braun. Der Schnabel ist strohgelb bis blassrosa und zeigt an der Basis bisweilen einige dunkle Flecken. Der Nagel ist meist orange, der Kehlsack gelb mit dunklen, schräg und parallel verlaufenden Linien oder lachsrot mit dicht angeordneten weißlichen Linien. Beine und Füße sind fleischfarben bis blassorange, beziehungsweise zur Brutzeit hellrosa  bis rosarot.
Zur Brutzeit ist bei adulten Vögeln eine zottelige, überwiegend graue Federhaube ausgeprägt. Das Gefieder ist weiß mit eingestreutem Grau. Die einzelnen Federn sind lang und zugespitzt und die der Körperoberseite zeigen einen schwärzlichen Schaftstrich. Auf Kropf und vorderer Brust ist das Gefieder gelblich bis blassrosa getönt. Auch an Flanken und Rücken findet sich eine blassrosa Färbung, die zum Bürzel und den Oberschwanzdecken hin ins gräuliche schlägt. Die Oberflügeldecken sind wie das Körpergefieder weißlich, die äußeren Großen Armdecken zeigen dunkelgraue Federzentren. Handdecken und Daumenfittich sind grau bis schwärzlich. Die Handschwingen sind komplett schwärzlich, die Armschwingen und Schirmfedern haben schwärzliche Zentren und einen diffusen, zum Flügelansatz hin zunehmend breiten, silbriggrauen Saum auf der Außenfahne. Unterseits sind die Schwingen grau mit zunehmend dunkler Spitze und weißem Schaftstrich. Die großen Unterarmdecken bilden ein weißes Band, dass sich von den Schwingen und dem blassrosa Rest des Unterflügels einschließlich der Achselfedern absetzt. Die Steuerfedern sind weißlich mit dunklen Schäften und können leicht grau getönt sein.
Außerhalb der Brutzeit ist das Gefieder insgesamt grauer und die Federhaube wesentlich kürzer. Die nackten Hautpartien sind weniger intensiv gefärbt und die rosa Färbung an Flanken und Oberseite ist weniger auffällig.
Vögel im Jugendkleid ähneln adulten Tieren, haben aber kürzere, nicht länglich zugespitzte Federn. Kopf und Halsoberseite sind graubraun. Oberer Rücken, Schulterfedern und Oberflügel sind graubraun mit hellen Federsäumen, unterer Rücken, Bürzel und Oberschwanzdecken dagegen weißer. Die Schwingen sind bräunlicher als bei adulten Vögeln, die Körperunterseite ist einförmiger weißlich. Die unbefiederten Partien ähneln denen adulter Vögel außerhalb der Brutzeit. Jedoch sind Beine, Füße und Schnabel oft eher gräulich. Der Nagel des Schnabels ist eher gelb.

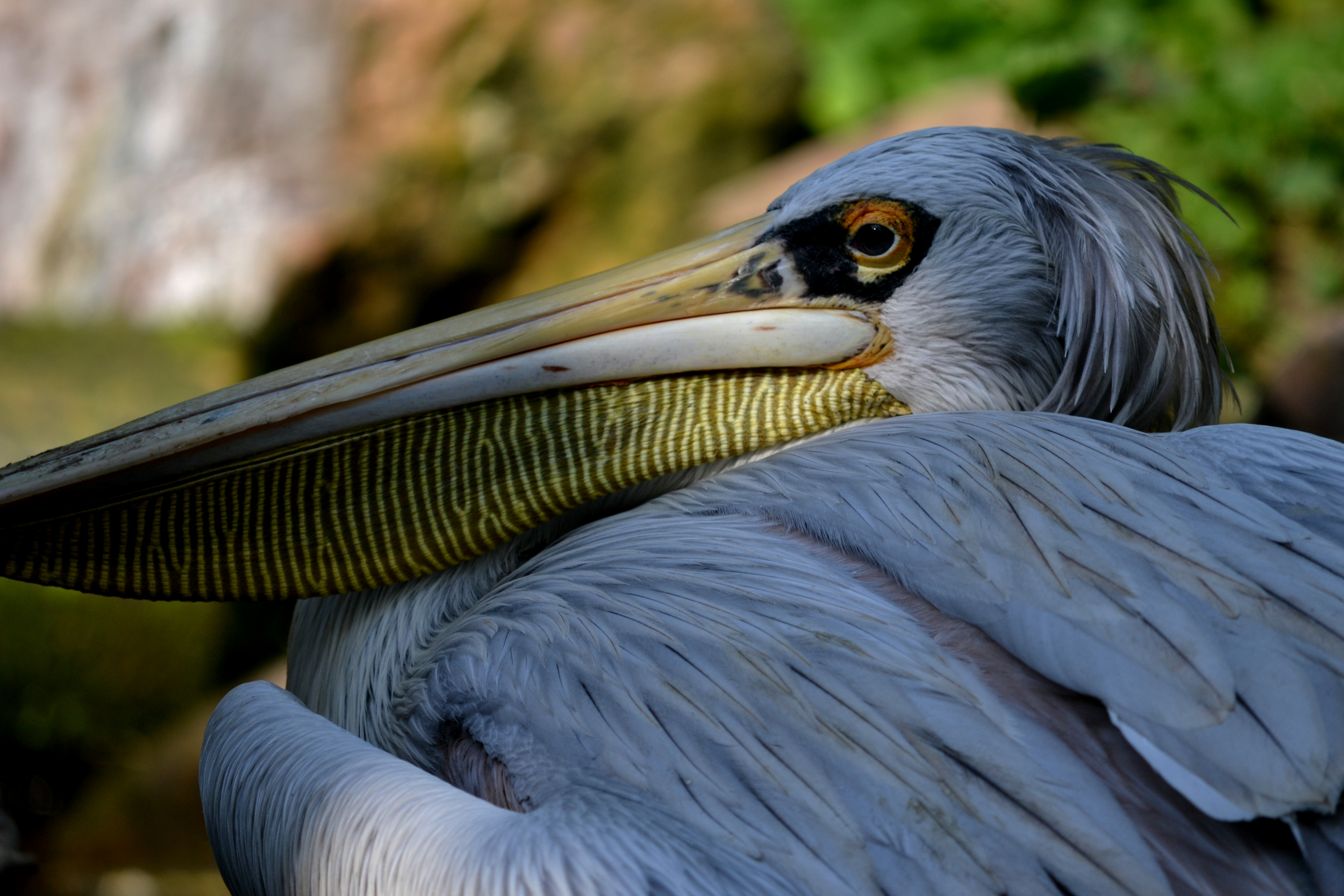
Typisches Streifenmuster auf dem Kehlsack
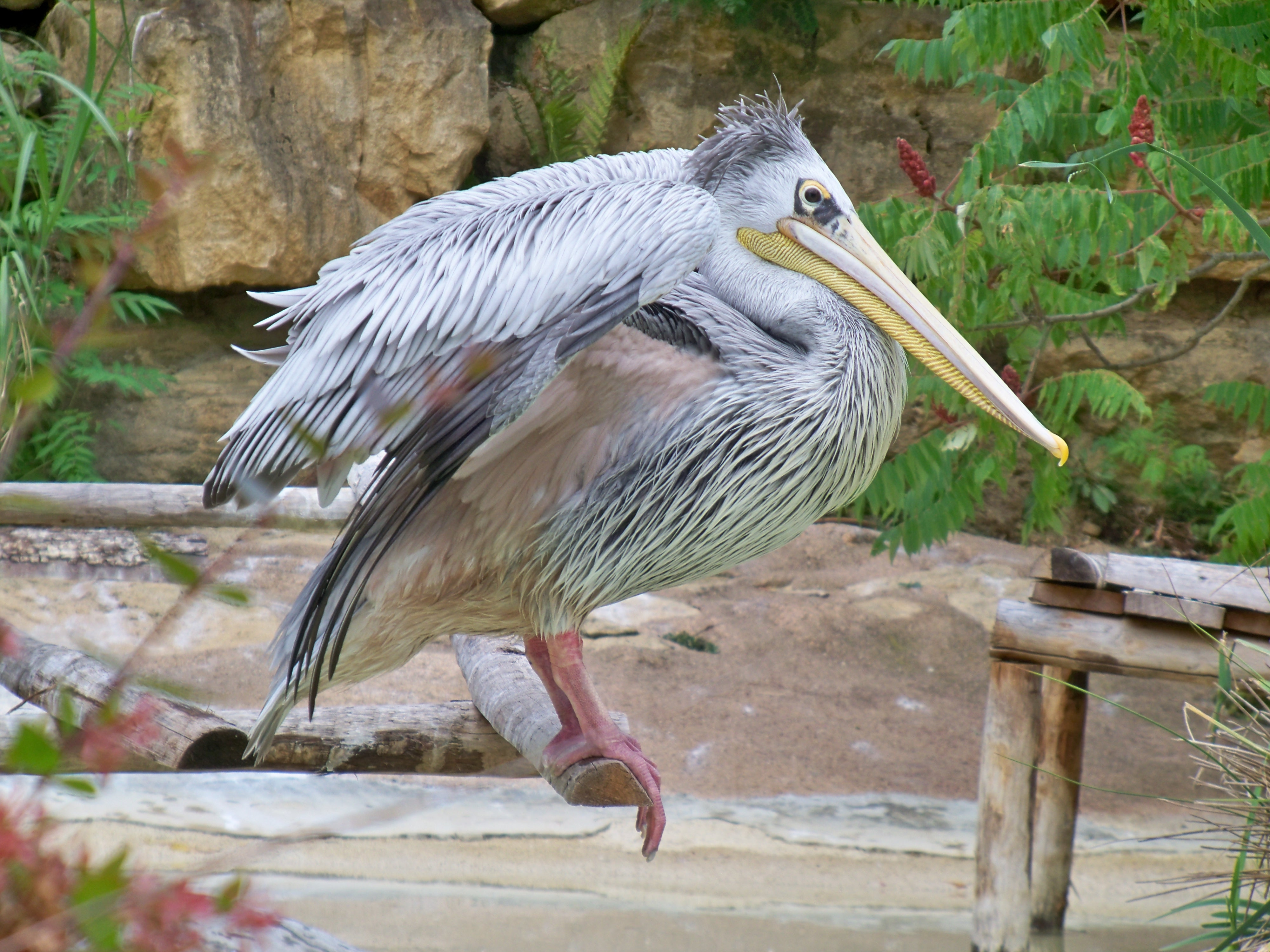
Zur Brutzeit sind die Flanken und der Unterflügel blassrosa …
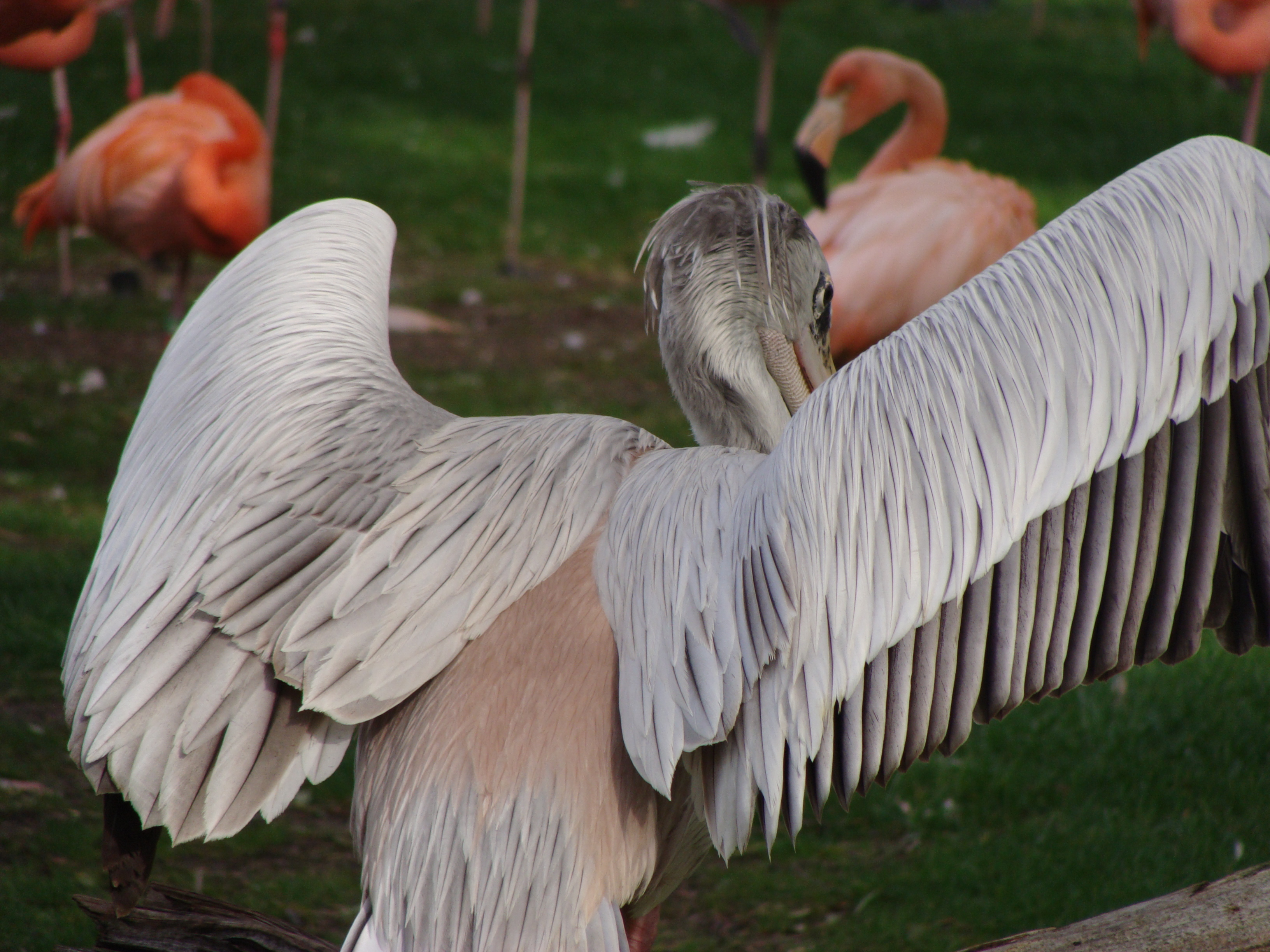
… ebenso wie Teile des Rückens
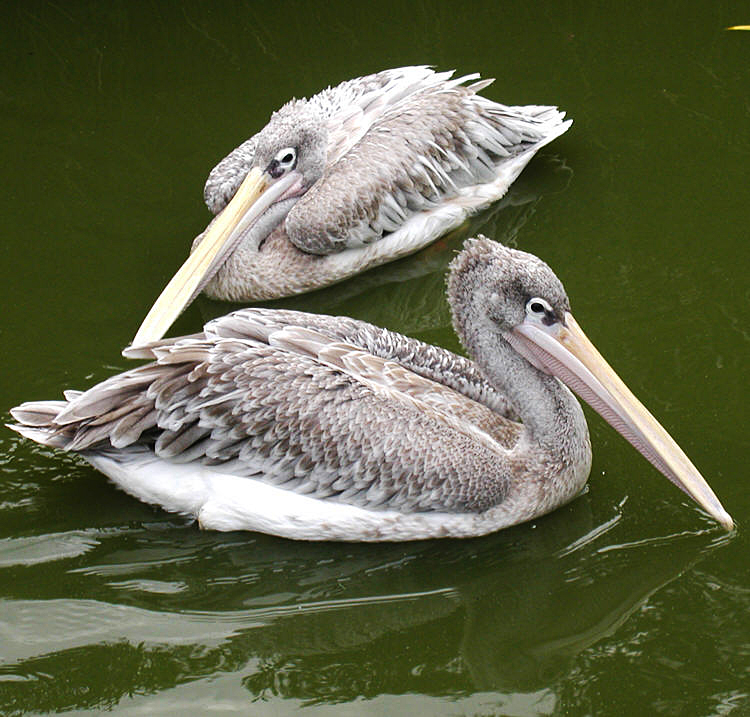
Zwei junge Rötelpelikane
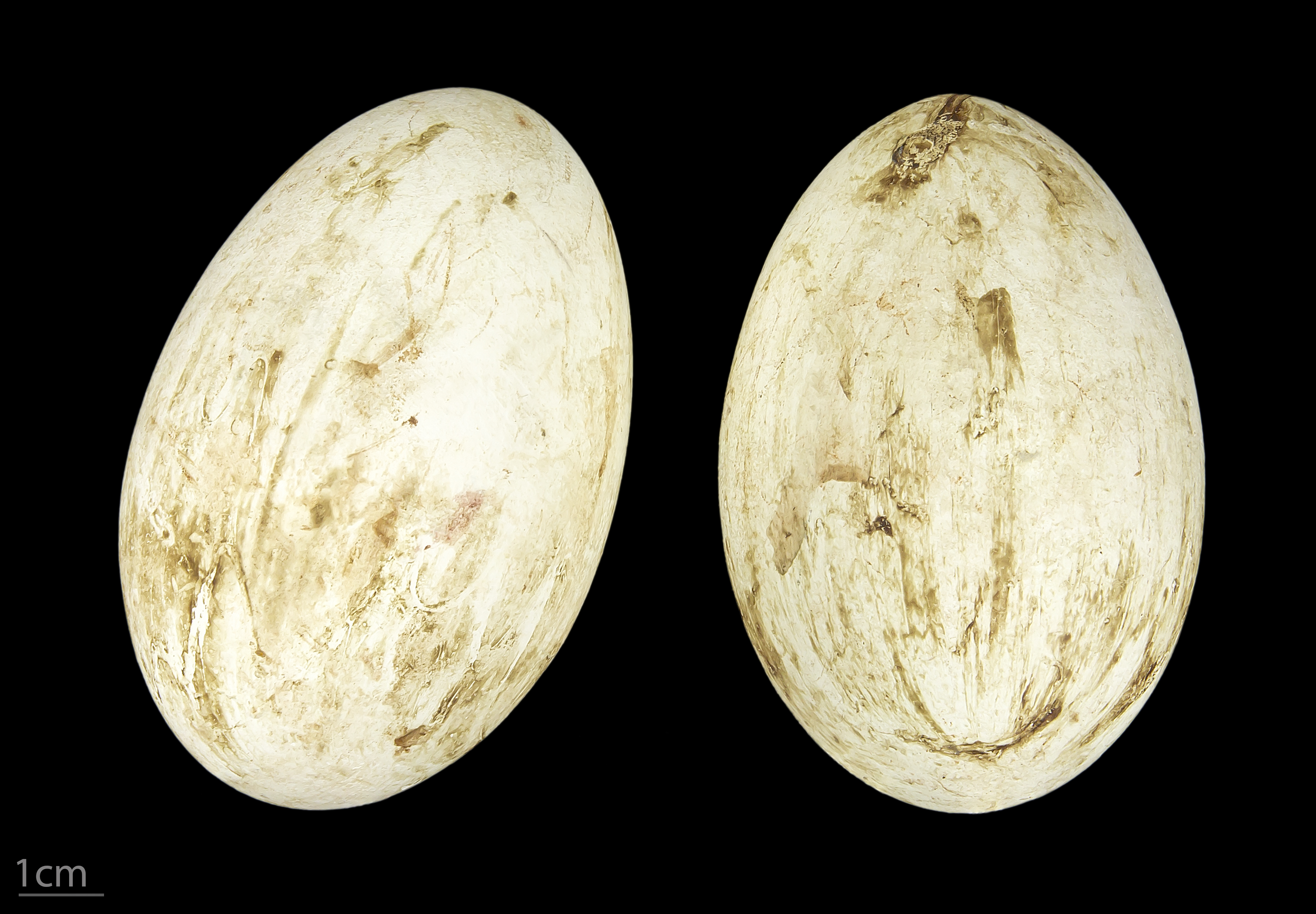
Ei des Rötelpelikans im Museum von Toulouse

## Stimme
Wie auch bei anderen Pelikane sind in den Kolonien des Rötelpelikans verschiedene gutturale Lautäußerungen zu vernehmen. Außerhalb der Kolonien ist die Art meist stumm.

## Verbreitung
Der Rötelpelikan besiedelt Teile des tropischen und subtropischen Afrikas und kommt hier vorwiegend im Bereich der Savannen vor. In den Trockengebieten und im Regenwaldgürtel fehlt er weitgehend. Die Verbreitung reicht vom Senegal ostwärts bis in den Sudan und nach Somalia. In kleiner Zahl kommt die Art auch im Südosten Ägyptens vor und besiedelt den Südwesten der Arabischen Halbinsel. Im Süden reicht die das Areal bis nach Namibia und ins nördliche Südafrika.
In Frankreich gibt es eine freilebende Population von Rötelpelikanen in der Réserve Africaine de Sigean bei Narbonne. Die Vögel bewegen sich regelmäßig auch in einem Umkreis von etwa 10 km um den Park.

## Wanderungen
Der Rötelpelikan ist vermutlich ein Teilzieher, wobei lokale Wanderbewegungen stark mit Regen- und Trockenzeiten zusammenhängen und Muster aufgrund der uneinheitlichen Brutzeiten schwer ersichtlich sind. Offenbar wandern aber regelmäßig viele Vögel zur Regenzeit in die Savannengebiete südlich der Sahara ein. Vor allem junge Vögel neigen zudem zu Dismigrationen.
Als seltener Gastvogel erscheint der Rosapelikan noch ziemlich regelmäßig in Nordägyten und Israel, seltener auch in Jordanien und der Türkei. Seit den 1980er Jahren tritt die Art auch vermehrt in Europa als Irrgast auf. Bei einem Teil der Vögel handelt es sich vermutlich um Gefangenschaftsflüchtlinge oder Vögel aus der Kolonie in Südfrankreich. Jedoch wurden bei einer genaueren Untersuchung der Nachweise signifikante Muster festgestellt, die darauf hinweisen, dass es sich zu einem größeren Teil durchaus um Einflüge afrikanischer Wildvögel handeln könnte. So korrelierte zum Beispiel eine Häufung von Nachweisen in Italien, Andalusien und auf Korsika im Jahr 2001 mit außergewöhnlichen Regenfällen in der Sahelzone und auch insgesamt lässt sich eine Korrelation mit Sommerregen in der Sahelzone, regenreichen Jahren in Kenia oder guten Bruterfolgen im Nahen Osten darlegen.

## Lebensraum
Die Lebensraumansprüche des Rötelpelikans sind recht variabel. Bevorzugt ist er an Süßwasserseen, in Sümpfen, an Flüssen und Überschwemmungsflächen zu finden, gelegentlich an Buchten der Meeresküste oder an Natronseen. Auch in trockenen Habitaten kann er angetroffen werden, wenn es dort ein gutes Nahrungsangebot an Heuschrecken gibt.
Die Art brütet auf Bäumen, die an Ufern, auf sandigen Inseln, in Mangrovenwäldern oder teils sogar in der Kulturlandschaft stehen. Durch den Kot der Vögel können die Bäume nach mehreren aufeinanderfolgenden Brutperioden absterben.
Außerhalb der Brutzeit ist die Art auch ruhend auf Felsen, Korallenriffen, Sanddünen oder Kais und Hafenmauern anzutreffen. Im Unterschied zu anderen Pelikanarten toleriert sie eher die Nähe zum Menschen.

## Ernährung
Der Rötelpelikan ernährt sich von Fischen, deren Gewicht bis zu 400 g betragen kann, zumeist aber zwischen 80 und 290 g liegt. Wie bei der afrikanischen Population des Rosapelikans werden bevorzugt Buntbarsche, insbesondere der Gattung Haplochromis gefressen. Die Art ernährt sich aber auch viel von Fischlaich. Im Unterschied zu  Rosapelikan fischt die Art meist allein und nicht im Verband. Dabei wird mit erhobenem Kopf schwimmend nach Beute Ausschau gehalten. Ist ein Fisch zu sehen, zieht der Pelikan seinen Hals ein, nähert sich dem Fisch zu und stößt dann zu. Der Tagesbedarf liegt etwa bei 776 g und ist damit kleiner als der der großen Pelikanarten.

## Fortpflanzung
Rötelpelikane erreichen ihre Geschlechtsreife  nach drei bis vier Jahren. Bruten können das ganze Jahr über stattfinden. Sie werden meist zum Ende einer Regenperiode hin begonnen. In den nördlichen Brutgebieten am Roten Meer liegt die Brutzeit zwischen Oktober und Februar, kann sich aber etwas weiter südlich auch bis in den Juli hineinziehen.
Die Art brütet auf Bäumen. Kolonien sind meist kleiner als bei den großen Pelikanarten. Die Anzahl der Paare liegt meist zwischen 20 und 500 Paaren. Das recht kleine Nest besteht aus Stöckchen. Das Gelege umfasst meist zwei, seltener ein bis drei Eier, die etwa einen Monat lang bebrütet werden. Die Nestlingszeit dauert etwa 84 Tage. Später werden die Jungen noch etwa 21 Tage lang von den Eltern versorgt.
Der Bruterfolg kann sehr unterschiedlich sein, liegt aber meist bei unter einem überlebenden Jungen pro Brut. Eine häufige Ursache der Nestlingssterblichkeit sind Geschwisterrivalitäten.

## Bestand und Gefährdung
Der Rötelpelikan ist weit verbreitet und meist nicht selten. Von der IUCN wird er daher als weltweit nicht bedroht angesehen (least concern). Lokal kann er recht häufig sein wie beispielsweise in den Regionen südlich der Sahara. Eine Einschätzung des Gesamtbestands ist jedoch schwierig, da die eher kleinen Kolonien zerstreut liegen und Standorte schnell wechseln können.
In Saudi-Arabien wurde der Bestand in den 1990er Jahren auf 1200 bis 1500 Exemplare, im Jemen auf 500 geschätzt. Auf den Inseln vor Eritrea brüteten zu Beginn des Jahrtausends 235 Brutpaare. Der Bestand im Senegal und in Guinea-Bissau wird auf 4200 bis 6200 Individuen (1982) geschätzt, in Nigeria waren die Bestände in den letzten Jahrzehnten stark rückläufig. In Südafrika sind die Bestandszahlen eher klein und fluktuieren stark. In Madagaskar ist die Art vor den 1960er-Jahren ausgestorben, da die einzige Kolonie wohl von Einwohnern vernichtet wurde. Seither gibt es dort nur noch seltene Einzelbeobachtungen.
Hauptgefährdungsursachen sind Lebensraumzerstörungen durch Trockenlegungen und zunehmende Bewirtschaftung von Feuchtgebieten mit einhergehenden Störungen der Kolonien. Da die Art weniger scheu ist als Rosapelikane ist die Auswirkung von Störungen am Brutplatz allerdings geringer. Außerdem wird sie vermutlich weniger stark als Fischereischädling wahrgenommen. Dennoch kann es lokal auch zu Zerstörungen von Kolonien und Nistbäumen kommen. Auch zunehmende Umweltverschmutzung und Einlagerungen von Schadstoffen im Körpergewebe können der Art zusetzen.